# The Signal (film 2014)
The Signal è un film del 2014 diretto da William Eubank.
La pellicola, di produzione statunitense, sceneggiata da Carlyle Eubank e David Frigerio, ha come protagonisti Brenton Thwaites e Laurence Fishburne. Il film è stato presentato al Sundance Film Festival del 2014 ed è stato distribuito nelle sale negli Stati Uniti il 13 giugno 2014. Il film fa parte del crescente numero di film indipendenti di fantascienza a basso costo presente al Sundance Film Festival.

## Trama
Jonah e Nic, due studenti del MIT, sono in viaggio per portare Haley, studentessa del Caltech, in California; una decisione che tuttavia sta rendendo tesa la relazione fra Haley e Nic. Haley sente che Nic si sta allontanando da lei, ma Nic le spiega che non vuole che la sua distrofia muscolare sia un ostacolo per la sua vita. Durante il loro soggiorno in un hotel, Nic e Jonah scoprono che un hacker di nome "NOMAD", che era quasi riuscito ad espellere i due ragazzi per una loro incursione nei server del MIT, ha trovato la loro posizione e li schernisce con delle e-mail strane e minacciose. I due ragazzi scoprono che NOMAD si nasconde in una casa abbandonata nel mezzo del Nevada e vicino al loro tragitto per la California, così decidono di dargli la caccia. Trovano la casa, ma dopo non aver trovato nulla al suo interno, Nic e Jonah sentono Haley urlare e corsi fuori vedono la ragazza tirata su verso il cielo, prima di sparire tutti insieme accecati da una luce bianca.
Nic, ora con il numero "2.3.5.41" tatuato sul braccio, si sveglia in una strana e sterile struttura di ricerca sotterranea, dove viene interrogato dal Dottor Wallace Damon, il capo del "gruppo di transizione" creato per aiutarlo con la sua strana situazione. Il dottore spiega a Nic che ciò che hanno incontrato nei pressi della casa era un EBE: un'entità biologica extraterrestre. Nic rimane incredulo. Viene portato nella sua stanza, dove sente Jonah parlare con lui attraverso un piccolo buco nel muro, dicendo che sente il suo corpo “strano”. Nic inoltre nota che le sue gambe, prima deboli ma capaci di muoversi, ora sono completamente insensibili. Quando Damon interroga una seconda volta Nic, il ragazzo cerca di avere risposte sulle condizioni di Haley che in quel momento è in coma, ma non ottiene risposte. Dopo un'altra notte, i sistemi di sicurezza si spengono, e Jonah sparisce. Nic e il personale nella struttura trovano ampi segni di bruciatura che percorrono le pareti e il ragazzo chiede a Damon dove sia andato Jonah, ma il dottore gli risponde che Jonah non era mai stato recuperato dalla casa. Nic cerca di liberare Haley, ma è intercettato. Dopo essere stato trattenuto, scopre con orrore che le sue gambe sono state amputate e rimpiazzate con delle protesi costruite con tecnologia aliena. Scoperto ciò, Nic usa le sue gambe estremamente potenti per fuggire dalla struttura insieme ad Haley, ma scopre che si trovano nel bel mezzo di una vasta area desertica e sterile.
Dopo aver dirottato un camion rimorchio, Nic e Haley cercano una strada in quello che sembra un canyon senza fine che si estende intorno alla struttura e alla zona circostante. Arrivati al centro visitatori, incorrono presto in Jonah, travestito da uno degli uomini della struttura, vestito con una tuta HAZMAT bianca. Jonah rivela che anche a lui sono stati amputati degli arti, precisamente gli avambracci e le mani, che sono stati sostituiti con la stessa tecnologia aliena. Jonah ipotizza che tutti loro si trovino nell'Area 51 e tutto ciò che hanno vissuto fino a quel momento faccia parte di un test. Dopo che Nic scopre che la tecnologia aliena è stata impiantata anche nella colonna vertebrale di Haley, il trio arriva ad un posto di blocco militare, dove Jonah cerca di violare i loro sistemi informatici, ma viene colpito a morte. Nic e Jonah si abbracciano, mentre il ragazzo morente si prepara per il suo ultimo atto con cui, usando le sue protesi, trattiene un gruppo di soldati e permette a Nic e Haley di scappare. La fuga però dura poco: mentre si avvicinano all'unico ponte che li avrebbe portati al di là del canyon, incontrano Damon e la sua squadra di militari che forano le gomme del veicolo. Haley è evacuata in elicottero al di là del canyon e Damon, sapendo che Nic ha imparato a padroneggiare le sue gambe, gli dice che non può raggiungerla. Dopo aver udito il forte rumore di un corno in cielo, Nic si rende conto che Damon è NOMAD. Damon spiega poi a Nic che la colpa di tutto è sua che è venuto a cercarlo, aggiungendo che Nic è "la perfetta integrazione di volontà umana e tecnologia aliena. La nostra migliore realizzazione.” Agitato ed emotivamente distrutto, Nic sfrutta al massimo la potenza delle sue gambe bioniche per scattare a velocità supersonica sul ponte, in direzione dell'elicottero dove è tenuta Haley e nel farlo colpisce una barriera invisibile che frantuma.
Nic si ritrova quindi all'interno di quella che sembra un'altra struttura, dietro l'immagine del mondo esterno e del canyon. Tornando indietro al ponte, vede Damon togliersi il casco e rivelare che in realtà è un robot alieno. Nic cammina verso una finestra e si rende conto di non essere in una struttura, ma in un habitat spaziale alieno, numerato 2.3.5.41, che sta per attraccare nel loro mondo, segnalato dal rumore del corno.